# Вітовиці (Малопольське воєводство)
Вітовиці (пол. Witowice) — село в Польщі, у гміні Харшниця Меховського повіту Малопольського воєводства.
Населення — 452 особи (2011).
У 1975-1998 роках село належало до Келецького воєводства.

## Демографія
Демографічна структура станом на 31 березня 2011 року:
|          | Загалом | Допрацездатний вік | Працездатний вік | Постпрацездатний вік |
| -------- | ------- | ------------------ | ---------------- | -------------------- |
| Чоловіки | 203     | 39                 | 134              | 30                   |
| Жінки    | 249     | 57                 | 131              | 61                   |
| Разом    | 452     | 96                 | 265              | 91                   |